# Lothian Nicholson
Sir Lothian Nicholson (Keswick, 19 gennaio 1827 – Gibilterra, 27 giugno 1893) è stato un militare e scrittore britannico.
Fu governatore di Gibilterra dal 31 marzo 1891 al 27 giugno 1893.